# Daviesia debilior

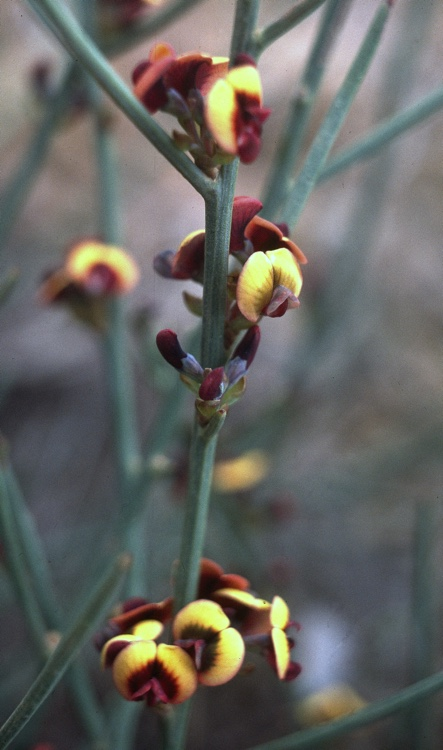
Underart debilior

Daviesia debilior är en ärtväxtart som beskrevs av Michael Douglas Crisp. Daviesia debilior ingår i släktet Daviesia, och familjen ärtväxter.

## Underarter
Arten delas in i följande underarter:
- D. d. debilior
- D. d. sinuans